# Krzysztof Szewczyk (dziennikarz)
Krzysztof Jacek Szewczyk (ur. 21 marca 1948 we Włocławku) – polski dziennikarz telewizyjny i radiowy, konferansjer, tłumacz języka szwedzkiego, przedsiębiorca (prezes firmy Baltic Company, dystrybuującej kosmetyki).

## Życiorys
Jako początkujący dziennikarz w Polskim Radiu prowadził wraz z Marią Szabłowską audycje Studia „Rytm”. W latach 80. prowadził wiele programów rozrywkowych w TVP, m.in. Przeboje Dwójki, Wideoteka i Jarmark. W 1985 został laureatem nagrody Wiktora. W 2001 otrzymał nagrodę ZAiKS-u za popularyzację polskiej twórczości rozrywkowej.
Po kilkuletniej przerwie, przez pięć lat tworzył nagrywany w Sopocie program Dozwolone od lat 40, który początkowo prowadził sam, następnie z Marią Szabłowską. Program ten następnie został przekształcony w realizowany na żywo i nadawany w TVP2 program Wideoteka dorosłego człowieka. Od września 2013 do czerwca 2014 prowadził audycję „Niedziela będzie dla was” w Radiu Złote Przeboje. W latach 2016–2019 współprowadził z Wojciechem Pijanowskim audycję „Pogodni Panowie” w Radiu Pogoda.
Uchodzi za autora polskiego określenia „teledysk” – jako odpowiednika angielskiego „videoclip”.
25 maja 2011 na uroczystości w siedzibie Ministerstwa Kultury i Dziedzictwa Narodowego został odznaczony przez ministra Bogdana Zdrojewskiego Srebrnym Medalem „Zasłużony Kulturze Gloria Artis”.
23 marca 2019 podczas „Wedding DJ Academy 2019”, Kapituła Polskiego Stowarzyszenia Prezenterów Muzyki – DJ Union odznaczyła go za wkład w popularyzację muzyki w Polsce najwyższym odznaczeniem „Exclusive DJ”.
Od 27 stycznia 2024 na antenie Radia Pogoda współprowadzi wraz z Włodzimierzem Zientarskim i Wojciechem Pijanowskim program „Świnki Trzy”. W programie tym jego gospodarze rozmawiają na jeden ustalony wcześniej temat. Odpowiadają także na spostrzeżenia i pytania z nim związane, zadawane drogą telefoniczną oraz za pośrednictwem mediów społecznościowych.

## W filmie
- 1987 – Bohater roku – jako Rybicki[8]